# Іванівка (Василівський район)
Іва́нівка — село в Україні, у Благовіщенській сільській громаді Василівського району Запорізької області. До 2017 року орган місцевого самоврядування — Благовіщенська сільська рада. Населення становить 2329 осіб.

## Географія
Село Іванівка розташоване на лівому березі Каховського водосховища (р. Дніпро), вище по течії на відстані 1 км розташоване село Благовіщенка, нижче за течією на відстані 2,5 км розташоване село Новоукраїнка.

## Історія
На околиці Іванівки виявлено наконечники стріл скіфсько-сарматського часу (III—II століття до н. е.) та римські амфори (III—IV століття н. е.)
Село засноване у 1790 році запорізькими козаками, які й раніше мали тут зимівники. Деякий час воно називалося Синельниковим, а з 1795 року — Іванівкою.
Станом на 1886 рік в селі Балківської волості Мелітопольського повіту Таврійської губернії мешкало 1327 осіб, налічувалось 210 дворів, існували православна церква, школа, 2 лавки, рибний завод.
14 вересня 2017 року Благовіщенська сільська рада, в ході децентралізації, об'єднана з Благовіщенською сільською громадою.
17 липня 2020 року, в результаті адміністративно-територіальної реформи та ліквідації Кам'янсько-Дніпровського району, село увійшло до складу Василівського району.

## Економіка
- Основа економіки села — індивідуальні тепличні господарства
- «Іванівка», сільськогосподарський багатофункціональний кооператив

## Об'єкти соціальної сфери
- Школа
- Дитячий дошкільний навчальний заклад
- Будинок культури
- Лікарня

## Відомі особи
- Зайцев В'ячеслав Олексійович (1980—2022) — український громадський діяч, історик, військовослужбовець, учасник російсько-української війни.
- Зеленський Андрій Георгійович (1979—2022) — солдат Збройних Сил України, учасник російсько-української війни.